# 柏木洋和

## 基本資料
- 出生日期：1980年
- 身高體重：177公分、82公斤
- 投打習慣：左投左打
- 守備位置：投手
- 最快球速：146km/h
- 擅長球路：
- 出生地點： 日本
- 最高學歷： 日本筑波大學
- 推測月薪：
- 英文姓名：

## 經歷
- 都留高校青棒隊
- 筑波大學棒球隊
- 日本生命隊（2002年－2007年）
- 筑波大學棒球隊教練（2008年）
- 櫻櫻丘齒科棒球隊 （页面存档备份，存于）（2008年未上場）
- 中華職棒兄弟象隊季前測試（2009年1月－2009年2月3日）